# Dietmar Werner (Autor)
Dietmar Werner (* 1938 in Chemnitz) ist ein deutscher Sachbuchautor, der vor allem als Sammler und Publizist von Sagen bekannt ist.

## Leben
Werner studierte Volkswirtschaft an der Martin-Luther-Universität Halle-Wittenberg. 1971 promovierte er dort zum Dr. oec. mit der Dissertation Die Bildung von Erzeugnisgruppen im Industriezweig Automobilbau und die sich daraus ergebenden Schlußfolgerungen für die Gestaltung der Zweig- und Territorialplanung, dargestellt am Beispiel der Erzeugnisgruppe Kfz.-Anhänger des Industriezweiges Automobilbau. Er war Dozent für Kulturtheorie und Ästhetik an der Bergakademie Freiberg und arbeitete in verschiedenen Bereichen im heutigen Chemnitz. Seit 1994 lebt er in Taura.
Seit den 1980er Jahren widmet Werner sich dem Sammeln und Publizieren von Sagen hauptsächlich aus dem Bereich des Erzgebirges und des Bergbaus. Er leitete den Arbeitskreis „Sächsische Volkssagen“ beim Kulturbund der DDR.

## Werke (Auswahl)
- Bergmannssagen aus dem sächsischen Erzgebirge, VEB Deutscher Verlag für Grundstoffindustrie, Leipzig 1985, 4. Aufl. Leipzig 1990. ISBN 3-342-00444-4 (Herausgeber und Bearbeiter)
- (mit Walter Nachtigall): Der böse Advokat und andere Volkssagen um Stände und Berufe aus dem Sächsischen. Verlag Die Wirtschaft, Berlin 1986. ISBN 3-349-00230-7
- Bergmannssagen aus dem sächsischen und dem böhmischen Erzgebirge. (Schriftenreihe Erzgebirgische Heimat) Druck- und Verlagsgesellschaft Marienberg mbH, Marienberg 1998. ISBN 3-931770-10-9
- Erzgebirgische Sagenstraße. Sagenhafte Ausflugsziele. Druck- und Verlagsgesellschaft Marienberg mbH, Marienberg 2001. ISBN 3-931770-36-2
- Die schönsten Sagen vom deutschen Bier. (mit Christine Werner), Husum Druck- und Verlagsgesellschaft mbH u. Co. KG, Husum 2002. ISBN 3-88042-990-1
- Verborgene Schätze. Sagen und Ausflugsziele aus dem Erzgebirge. Druck- und Verlagsgesellschaft Marienberg mbH, Marienberg 2005. ISBN 3-931770-53-2
- Knappen, Heilige und eine lange Schicht. Ein Lesebuch über den Bergbau im Erzgebirge. Druck- und Verlagsgesellschaft Marienberg mbH, Marienberg 2009. ISBN 978-3-931770-84-6
- Burg Rabenstein und ihre Sagen. In: Erzgebirgische Heimatblätter 3/1980, S. 77–79, ISSN 0232-6078